# Christian Larsen (maler)
 Der er flere personer med dette navn, se Christian Larsen.
Jørgen Christian Larsen (30. september 1815 i København – 27. januar 1890 sammesteds) var en dansk maler og tegner. 
Christian Larsen blev uddannet til dels hos sin far og på Kunstakademiet 1832-1837 og modelskolen. Larsen var marinemaler og hentede sine motiver ved Øresundskysten. En vis succes havde han på Charlottenborgudstillingen, her solgte han syv malerier til Kunstforeningen. I sine sidste år deltog han i dekoreringen af lofterne på Thorvaldsens Museum. I tre bevarede skitsebøger vises prøver på blomsterornamentik og rankeslyng, og tegninger af sejlskibe og folketyper fra Øresundskysten, emner, som havde Larsens interesse. 